# Borlunda-Skeglinge distrikt
Borlunda-Skeglinge distrikt bliver fra 1. januar 2016 et folkebogføringsdistrikt i Eslövs kommun og Skåne län i Sverige.
Distriktet ligger syd for Eslöv.

## Tidligere administrative enheder
Området består af de to gamle sogne Borlunda socken og Skeglinge socken, der begge lå i Frosta herred.
Distriktet har den udtrækning som Borlunda-Skeglinge församling fik i 1992, da de to gamle sognes menigheder gik sammen.
I år 2006 blev Borlunda-Skeglinge en del af Eslövs församling.
Menigheden hører til i  Frosta Provsti (Frosta kontrakt) i Lunds Stift.
55°48′02″N 13°19′22″Ø / 55.8006°N 13.3228°Ø